# Topologická grupa
Topologická grupa je matematický objekt, který má jak strukturu grupy, tak i topologického prostoru, přičemž se požaduje, aby obě struktury byly vzájemně kompatibilní. Příkladem topologické grupy je množina jednotkových komplexních čísel (kružnice) s operací násobení, reálná čísla s operací sčítání, Lieovy grupy, anebo množina racionálních čísel spolu s operací sčítání.

## Formální definice
Topologická grupa {\displaystyle G} je topologický prostor a grupa pro který platí, že grupová operace
{\displaystyle G\times G\to G:(x,y)\mapsto xy}
a grupová inverze
{\displaystyle G\to G:x\mapsto x^{-1}}
jsou spojitá zobrazení. {\displaystyle G\times G} je tady topologický prostor se součinovou topologií.
Někteří autoři navíc požadují, aby topologie na {\displaystyle G} byla Hausdorfova.
V jazyku teorie kategorií, topologické grupy se definují jako grupové objekty v kategorii topologických prostorů, podobně jako běžné grupy jsou grupové objekty v kategorii množin.